# 奔驰失控事件
奔驰失控事件是2018年发生于中国河南省高速公路的一起疑似奔驰轎車定速巡航失灵事件。當晚车主薛立山驾驶奔驰C200L车型的轎車在连霍高速河南段以时速120km/h疾驰，期间发现无法取消定速巡航。该事件发生后受到众多网友包括汽车业人士在内的质疑。

## 事件经过
2018年3月14日20点左右，薛立山驾驶奔驰C200L沿连霍高速驶往成都，期间开启定速巡航（定速120km/h），在切换成人工驾驶模式时，定速巡航无法取消，奔驰售后为其提供多项解决方案，但定速巡航仍无法退出。随后报警，薛立山询问交警是否可以追尾大货车以进行停车和跳车，后者予以劝阻，并建议薛立山剐蹭道路护栏，薛立山未采取该方案。
最终交警清空收费站的3个ETC收费通道，让其通行。薛立山称车辆恢复正常是由奔驰后台操控，事后奔驰声明其不具有后台干预车辆的技术，薛立山改称由开启车门车辆会降速且关车门后车辆继续提速至120km/h，最终通过开启车门退出定速巡航和恢复制动功能。薛立山当晚仍驾驶该车辆继续前往成都。
该事件在网络上受到众多网友包括汽车业内人士质疑（如韩寒），质疑主要有以下：在中国繁忙的高速公路上，如何以匀速120km/h连续行驶1个多小时；为何任何方法都无法退出定速巡航；制动为物理机械，失灵后为何又能恢复正常；为何不公布行车记录仪内容等。
薛立山最开始称行车记录仪已被覆盖，后称其拥有行车记录仪的内容，在局面进行采访时，又改称其未看过行车记录仪内容，局面王志安多次请求观看行车记录仪的内容，被薛立山多次搪塞。
事件车辆经由北京中机车辆司法鉴定中心进行鉴定，鉴定结果认为车辆并未失控。奔驰认可和尊重鉴定结果，薛立山只尊重鉴定结果，并未认可并提出质疑。最初质疑U盘插入存在异常，后又称鉴定报告草率、看不懂。薛立山称交警将此事件通过媒体发了出去，对其造成伤害。
鉴定结果出炉后，一些网友提出质疑，如车主是否会被追责、是否应当承担法律责任，鉴定结果是否可信等。也有文章怀疑事件是否有更多内情。
2019年4月15日，薛立山于新浪微博表示将于一个礼拜时间内正式就此事起诉北京奔驰汽车有限公司。

## 类似事件
2018年8月，媒体报道2018年7月28日在江西九江又发生一起东风标致汽车定速巡航失控的案例，再度引发媒体和公众对“定速巡航”功能可靠性的关注。